# Сайн-Шанд (станція)
Сайн-Шанд (монг. Сайншанд) — залізнична станція в Монголії, розташована на Трансмонгольській залізниці між станціями Хара-Айраг і Улан-Ул.
Розташована в селищі Ар-Сайн-Шанді.